# Maitai River
Der Maitai River, in der Sprache der Māori eigentlich Mahitahi (gesprochen Ma-he-ta-he) genannt, ist ein Fluss im Stadtgebiet von Nelson City auf der Südinsel von Neuseeland.

## Geographie
Der Maitai River entsteht durch den Zusammenfluss des Maitai River North Branch mit dem Maitai River South Branch, rund 220 m nordwestlich unterhalb des Abflusses des Stausees Maitai Dam, der südwestlich der Staumauer angelegt wurde. Von dort aus fließt der Fluss in mehreren kleinen und großen Schleifen mäanderförmig in Richtung Westnordwest der Mündung in den Nelson Haven entgegen. Nach insgesamt 12,3 Flusskilometern erreicht er den Vorort Nelson East und nach insgesamt 15,3 km endet der Fluss im Nelson Haven.

## Quellflüsse
- Maitai River North Branch, Länge: 4,9 km, Quelle: 41° 17′ 30″ S, 173° 24′ 56″ O, Quellhöhe: 1100 m[1][2]
- Maitai River South Branch, Länge: 7,4 km, Quelle: 41° 20′ 59″ S, 173° 21′ 51″ O, Quellhöhe: 845 m[1][2]